# Zürich Lufthavn
Zürich Lufthavn (IATA: ZRH, ICAO: LSZH) er en lufthavn i Schweiz. Den er beliggende 13 km nord for centrum af Zürich. Lufthavnens areal går ind i kommunerne Kloten, Rümlang, Oberglatt, Winkel og Opfikon, alle i kanton Zürich.
Der er tre landingsbaner, hvor den længste er 3.700 meter. I 2012 betjente lufthavnen 24.802.466 passagerer, havde 270.027 start- og landinger, samt ekspederede 418.751 tons fragt, hvilket gjorde den til landets travleste foran Genève Internationale Lufthavn.

## Historie
Den første flyvning til udlandet fra Schweiz fandt sted den 21. juli 1921, men det var først i 1943 at man begyndte at lede efter et område, hvor man kunne opføre en hovedlufthavn ved Zürich. I 1945 blev området valgt, og kanton Zürich købte 655 hektar jord. Byggeriet startede året efter. Den først landing fra landingsbane vest skete i 1948, og i 1953 blev den nye lufthavnsterminal indviet. Allerede i 1947 ekspederede lufthavnen 133.638 passagerer og 12.766 flyafgange, hvor det i 1952 var steget til 372.832 passagerer og 24.728 flyafgange.
I 1956 besluttede man en udvidelse af området, men pga. økonomiske vanskeligheder begyndte arbejdet første to år efter, med færdiggørelse i 1961. En ny terminal blev indviet i 1971, og bane 12/32 på 3.300 meter blev åbnet i 1976.
Zürich Lufthavn blev i 2000 privatiseret.

## Galleri
- Den midterste terminal som åbnede i 2003.
- Swiss International Air Lines har hub i Zürich.
- Terminal A.
- Ved lufthavnens 50 års jubilæum i 1998.
- Bagagebånd (ankomst)
- Chokoladebutik "Lindt"